# Georges Wolinski
Wolinski, pseudoniem van Georges Wolinski (Tunis, 28 juni 1934 – Parijs, 7 januari 2015), was een Frans striptekenaar en cartoonist. Hij kwam om het leven bij een terroristische aanslag op het hoofdkantoor van Charlie Hebdo, samen met andere collega's.

## Biografie
Georges Wolinski werd in 1934 geboren in de Franse kolonie Tunesië. Zijn moeder was Frans-Italiaans en zijn vader een Pool, beiden van Joodse komaf. Zijn vader overleed toen hij twee jaar oud was. Toen zijn moeder vanwege een behandeling voor tuberculose naar Frankrijk ging, namen zijn grootouders van moeders kant de zorg van hem op zich. Op 13-jarige leeftijd werd hij met zijn hertrouwde moeder herenigd. Op een middelbare school in Briançon leerde hij zijn eerste vrouw Jacqueline kennen met wie hij in 1961 trouwde. Samen kregen ze twee dochters.
Na zijn studies in Parijs begon hij in 1960 te werken als cartoonist voor het satirische blad Hara-Kiri. In 1968 richtte hij met de Franse cartoonist Siné het blad L'Enragé op. Verder maakte hij cartoons voor de Franse tijdschriften Charlie Hebdo en Libération. In 2005 ontving Wolinski de Legioen van Eer, de hoogste Franse onderscheiding, van Jacques Chirac.
Wolinski werd vermoord door islamistische terroristen op 7 januari in 2015 bij de aanslag op het hoofdkantoor van Charlie Hebdo in Parijs.

## Nalatenschap

### Eerbewijzen
In Brugge is sinds december 2022 Wolinski opgericht: een creatieve hotspot met comedy, cartoons, workshops, dans, expo’s, boekvoorstellingen en nog veel meer. Wolinski is vernoemd naar de Franse striptekenaar en cartoonist Georges Wolinski.
- Biblioteca Nacional de España: XX1020498
- Bibliothèque nationale de France: cb11929368w (data)
- Catàleg d'autoritats de noms i títols de Catalunya: 981058514240006706
- CiNii: DA11104904
- Gemeinsame Normdatei: 118912631
- International Standard Name Identifier: 0000 0001 2280 4737
- Library of Congress Control Number: n82090029
- MusicBrainz: 9bdd8472-8708-4d5e-a40c-4a072b29a25a
- Bibliotheek van het Japanse parlement: 00461343
- Nationale Bibliotheek van Israël: 987007269992405171
- Nederlandse Thesaurus van Auteursnamen: 068886632
- Réseau des bibliothèques de Suisse occidentale: 02-A003984264
- RKD-Nederlands Instituut voor Kunstgeschiedenis: 85409
- Istituto Centrale per il Catalogo Unico: CFIV090146
- Système universitaire de documentation: 027199371
- Union List of Artist Names: 500356787
- Virtual International Authority File: 57143693